# Clima de Brasil

Mapa de los climas de Brasil

El clima de Brasil se caracteriza por ser mayormente cálido, ya que alrededor del 90 % del país se encuentra en la zona tropical, aunque varía entre el ecuatorial en la mayor parte del noreste y norte  a las zonas templadas al sur del trópico de Capricornio , el cual cruza al país a la latitud de la ciudad de São Paulo. Brasil tiene seis regiones climáticas: ecuatorial, tropical de sabana, semiárido, tropical de tierras altas, templado  y subtropical.
Las temperaturas a lo largo del ecuador son altas, promedian por encima de 25 °C, y no falta que pueda llegar en verano a tan extremas como más de 40 °C. Cerca del ecuador, la variación interestacional es pequeña, aunque puede hacer fresco dependiendo de vientos del sur, especialmente con las lluvias. como extremos, hay heladas al sur del Trópico de Capricornio durante el invierno y ocasional caída de nieve en mesetas altas y áreas montañosas de algunos estados del sur, por ejemplo en Río Grande del Sur, Santa Catarina y Paraná, y menos frecuentemente en los estados de São Paulo, Río de Janeiro, Minas Gerais, y Mato Grosso del Sur.
Las temperaturas en las ciudades de Belo Horizonte y de Brasilia son moderadas (usualmente entre 15 y 30 °C) debido a su elevación de aproximadamente 1000 m s. n. m. Río de Janeiro, Recife, y Salvador, en la costa tienen climas cálidos, con promedio de temperaturas oscilando entre 23 y 27 °C, y atenúan la canícula los constantes vientos. Las ciudades de São Paulo, Curitiba, Florianópolis y Porto Alegre tienen clima subtropical similar al del sur de EE. UU. y Europa, y las temperaturas pueden bajar debajo de 0 °C en madrugadas de invierno.

La frecuencia e intensidad de las precipitaciones varían ampliamente. Mucho de Brasil tiene lluvias moderadas de entre 1000 y 1500 mm/año, de tipo monzónico (más lluvias en verano: de diciembre a abril) al sur del ecuador terrestre. La región amazónica es notoriamente húmeda, con lluvias generalmente de más de 2000 mm/año; y hasta de 3000 mm en partes del Amazonas occidental, y cerca de Belém. Es menos conocido que a pesar del promedio altísimo anual de lluvias, la selva amazónica tiene de tres a cinco meses de estación seca, y la oportunidad de ese periodo varía mucho de acuerdo a si se está al norte o al sur del ecuador.

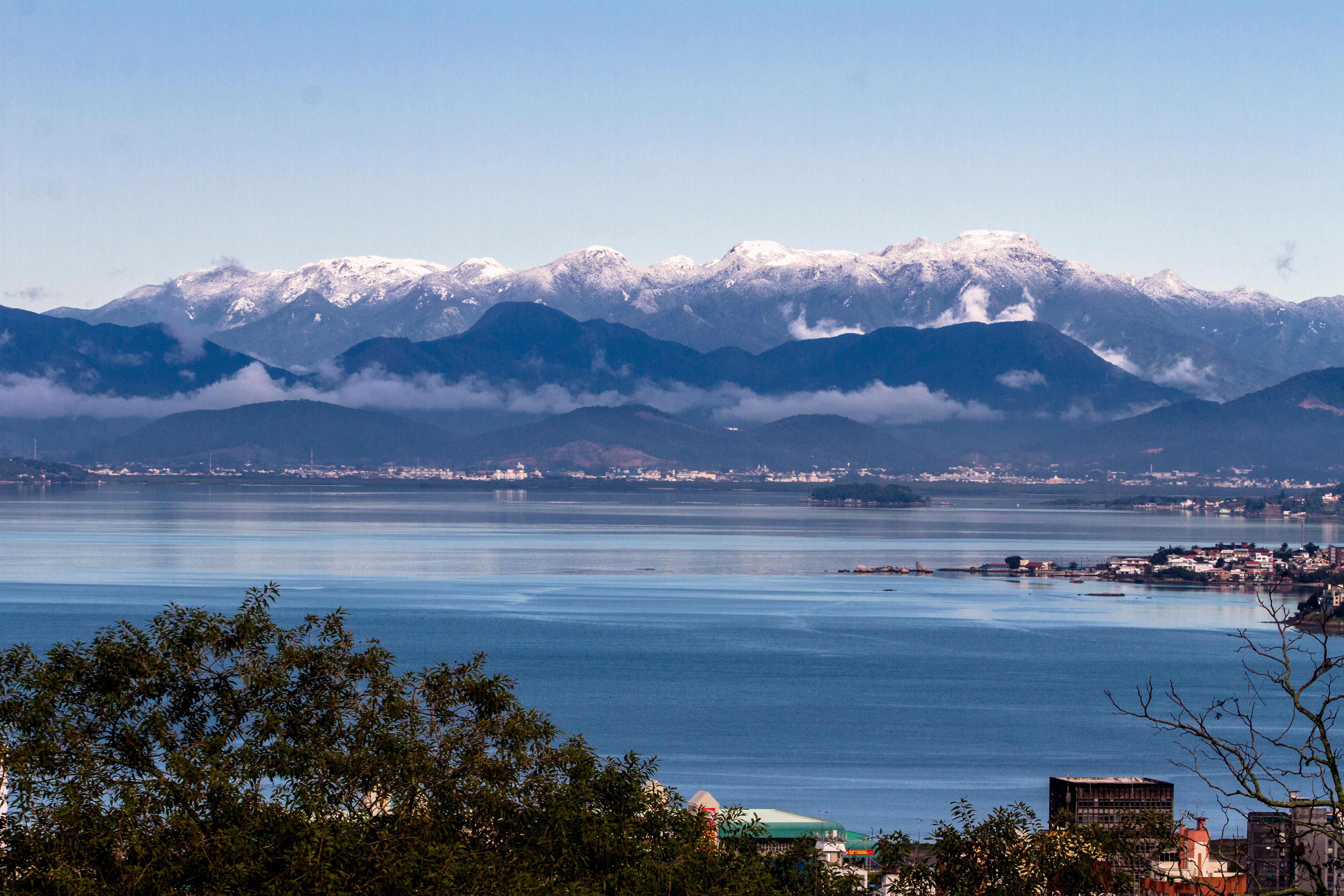
Morro da Cambirela cubierto de nieve, Brasil.

Los niveles altos y relativamente regulares de lluvias en el Amazonas contrastan con las extensas sequías del área semiárida nordestina, donde la lluvia escasea y aparecen severas sequías en ciclos promediando siete años. El Área Nordestina es la parte más árida del país. La región también constituye la región más calurosa de Brasil, cuando durante la estación seca, entre mayo y noviembre, se registran temperaturas de más de 38 °C. Sin embargo, el sertão, región de vegetación semidesértica usada primariamente para ganadería de cría, de baja densidad, se torna verde luego de llover. Mucho Centro-oeste tiene 1500 a 2000 mm/año de lluvia, con una pronunciada estación seca en la mitad del año, mientras que al sur y mucho del resto no se distingue de distintas variaciones.

## Efectos del calentamiento global en el clima de Brasil
El cambio climático está afectando el clima de Brasil, generando fenómenos extremos como olas de calor, sequías e inundaciones que se repiten año a año. 
La temperatura media del país bate récords consecutivos según el Instituto Nacional de Meteorología (INMET). Los meses de julio a octubre de 2023 fueron los más calurosos desde que se tiene registro en el país.
Un análisis realizado por el Instituto Nacional de Investigaciones Espaciales (INPE) relevó los cambios en el clima que Brasil ha experimentado en los últimos 60 años como consecuencia del calentamiento global. Según el relevamiento, entre 1961 y 1990, la cantidad de días con olas de calor no superó los siete al año, en promedio. En el período comprendido entre 1991 y 2000 la cantidad de días con olas de calor subió a 20 días y la década siguiente aumentó a 40 días; llegando a los 52 días entre 2011 y 2020. 

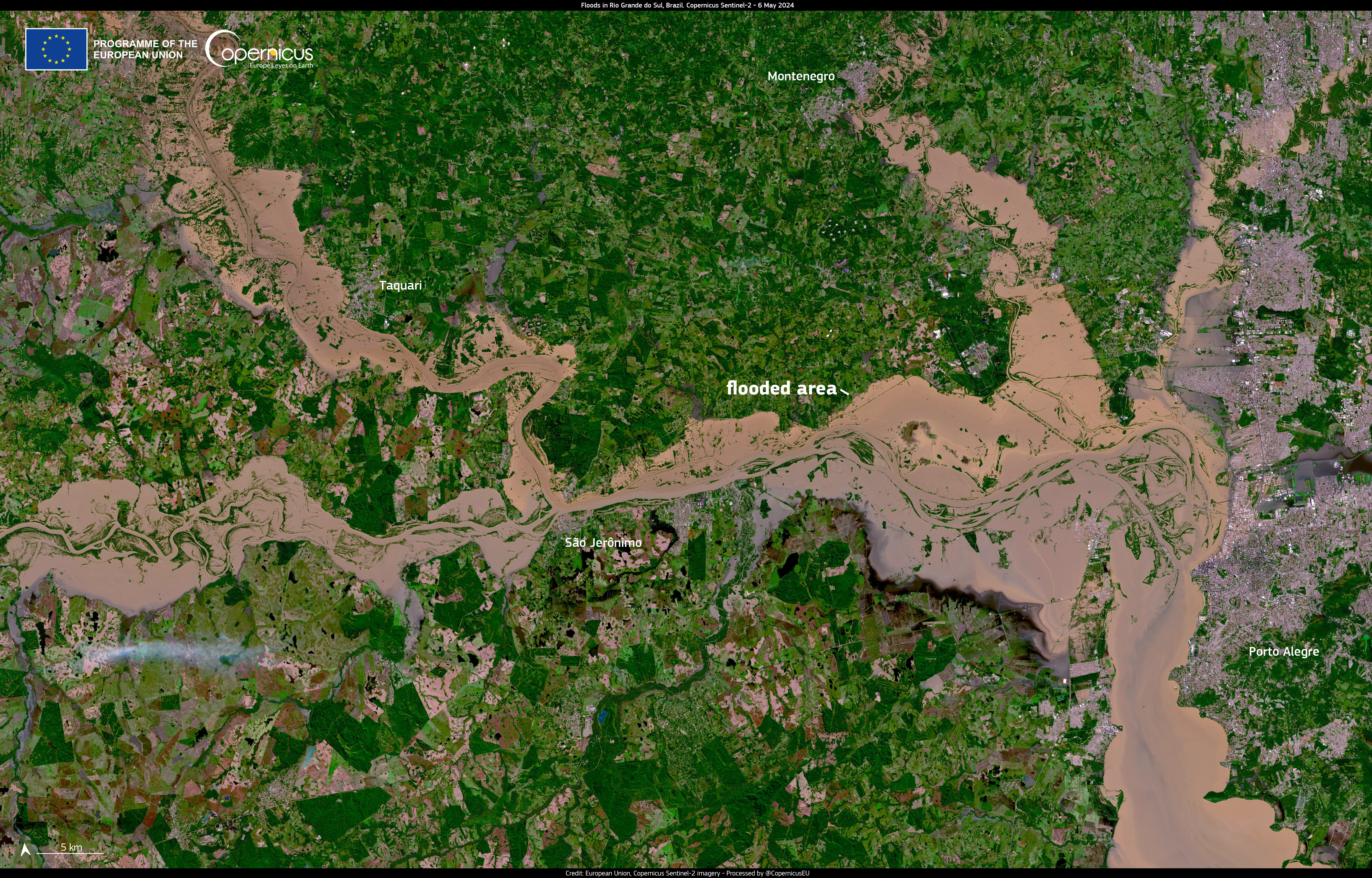
El estado de Rio Grande do Sul durante las inundaciones en mayo de 2024. Más de 110.000 personas habían sido desplazadas en más de 500 municipios, y el gobierno local declaró el estado de calamidad natural.

Los estándares de precipitación también han cambiado a lo largo de las últimas décadas en Brasil. El estudio observó anomalías en la precipitación acumulada durante las tres décadas evaluadas, destacando que el sur del país ha registrado hasta un 30% más de precipitaciones medias anuales. Los resultados muestran que los estados de la región sur y parte de los estados de São Paulo y Mato Grosso do Sul registraron un aumento en los volúmenes de precipitación en la década de 2011 a 2020. En las décadas anteriores la media anual era de 1.500 mm, pero en la década más reciente el volumen llegó a 1.660 mm por año, lo que indica un aumento entre el 10 y el 30%, dependiendo de la región.

## Cartas del clima

### Récord
| Climograma de Río de Janeiro | Climograma de Río de Janeiro | Climograma de Río de Janeiro | Climograma de Río de Janeiro | Climograma de Río de Janeiro | Climograma de Río de Janeiro | Climograma de Río de Janeiro | Climograma de Río de Janeiro | Climograma de Río de Janeiro | Climograma de Río de Janeiro | Climograma de Río de Janeiro | Climograma de Río de Janeiro |
| --- | ---------------------------- | ---------------------------- | ---------------------------- | ---------------------------- | ---------------------------- | ---------------------------- | ---------------------------- | ---------------------------- | ---------------------------- | ---------------------------- | ---------------------------- |
| E | F                            | M                            | A                            | M                            | J                            | J                            | A                            | S                            | O                            | N                            | D                            |
| 125 39 16 | 145 37 17                    | 130 36 18                    | 107 34 16                    | 79 35 13                     | 53 32 11                     | 41 33 11                     | 43 34 12                     | 66 38 10                     | 79 39 14                     | 104 38 15                    | 137 39 13                    |
| temperaturas en °C • totales de precipitación en mm fuente: BBC Weather |                              |                              |                              |                              |                              |                              |                              |                              |                              |                              |                              |
| Conversión sistema imperial\| E \| F \| M \| A \| M \| J \| J \| A \| S \| O \| N \| D \| \| 4.9 102 61 \| 5.7 99 63 \| 5.1 97 64 \| 4.2 93 61 \| 3.1 95 55 \| 2.1 90 52 \| 1.6 91 52 \| 1.7 93 54 \| 2.6 100 50 \| 3.1 102 57 \| 4.1 100 59 \| 5.4 102 55 \| \| temperaturas en °F • totales de precipitación en pulgadas \| \| \| \| \| \| \| \| \| \| \| \| |                              |                              |                              |                              |                              |                              |                              |                              |                              |                              |                              |
| E | F                            | M                            | A                            | M                            | J                            | J                            | A                            | S                            | O                            | N                            | D                            |
| 4.9 102 61 | 5.7 99 63                    | 5.1 97 64                    | 4.2 93 61                    | 3.1 95 55                    | 2.1 90 52                    | 1.6 91 52                    | 1.7 93 54                    | 2.6 100 50                   | 3.1 102 57                   | 4.1 100 59                   | 5.4 102 55                   |
| temperaturas en °F • totales de precipitación en pulgadas |                              |                              |                              |                              |                              |                              |                              |                              |                              |                              |                              |

| Climograma de Recife | Climograma de Recife | Climograma de Recife | Climograma de Recife | Climograma de Recife | Climograma de Recife | Climograma de Recife | Climograma de Recife | Climograma de Recife | Climograma de Recife | Climograma de Recife | Climograma de Recife |
| --- | -------------------- | -------------------- | -------------------- | -------------------- | -------------------- | -------------------- | -------------------- | -------------------- | -------------------- | -------------------- | -------------------- |
| E | F                    | M                    | A                    | M                    | J                    | J                    | A                    | S                    | O                    | N                    | D                    |
| 53 34 22 | 84 34 21             | 160 34 21            | 221 34 21            | 267 32 21            | 277 32 19            | 254 31 18            | 152 31 18            | 64 32 19             | 25 33 20             | 25 33 21             | 28 33 21             |
| temperaturas en °C • totales de precipitación en mm fuente: BBC Weather |                      |                      |                      |                      |                      |                      |                      |                      |                      |                      |                      |
| Conversión sistema imperial\| E \| F \| M \| A \| M \| J \| J \| A \| S \| O \| N \| D \| \| 2.1 93 72 \| 3.3 93 70 \| 6.3 93 70 \| 8.7 93 70 \| 11 90 70 \| 11 90 66 \| 10 88 64 \| 6 88 64 \| 2.5 90 66 \| 1 91 68 \| 1 91 70 \| 1.1 91 70 \| \| temperaturas en °F • totales de precipitación en pulgadas \| \| \| \| \| \| \| \| \| \| \| \| |                      |                      |                      |                      |                      |                      |                      |                      |                      |                      |                      |
| E | F                    | M                    | A                    | M                    | J                    | J                    | A                    | S                    | O                    | N                    | D                    |
| 2.1 93 72 | 3.3 93 70            | 6.3 93 70            | 8.7 93 70            | 11 90 70             | 11 90 66             | 10 88 64             | 6 88 64              | 2.5 90 66            | 1 91 68              | 1 91 70              | 1.1 91 70            |
| temperaturas en °F • totales de precipitación en pulgadas |                      |                      |                      |                      |                      |                      |                      |                      |                      |                      |                      |

| Climograma de Porto Alegre | Climograma de Porto Alegre | Climograma de Porto Alegre | Climograma de Porto Alegre | Climograma de Porto Alegre | Climograma de Porto Alegre | Climograma de Porto Alegre | Climograma de Porto Alegre | Climograma de Porto Alegre | Climograma de Porto Alegre | Climograma de Porto Alegre | Climograma de Porto Alegre |
| --- | -------------------------- | -------------------------- | -------------------------- | -------------------------- | -------------------------- | -------------------------- | -------------------------- | -------------------------- | -------------------------- | -------------------------- | -------------------------- |
| E | F                          | M                          | A                          | M                          | J                          | J                          | A                          | S                          | O                          | N                          | D                          |
| 89 39 11 | 81 41 11                   | 99 39 9                    | 104 36 5                   | 114 33 -1                  | 130 32 -2                  | 114 32 -4                  | 127 33 -1                  | 132 36 0                   | 86 38 4                    | 79 38 6                    | 89 39 8                    |
| temperaturas en °C • totales de precipitación en mm fuente: Tiempo BBC |                            |                            |                            |                            |                            |                            |                            |                            |                            |                            |                            |
| Conversión sistema imperial\| E \| F \| M \| A \| M \| J \| J \| A \| S \| O \| N \| D \| \| 3.5 102 52 \| 3.2 106 52 \| 3.9 102 48 \| 4.1 97 41 \| 4.5 91 30 \| 5.1 90 28 \| 4.5 90 25 \| 5 91 30 \| 5.2 97 32 \| 3.4 100 39 \| 3.1 100 43 \| 3.5 102 46 \| \| temperaturas en °F • totales de precipitación en pulgadas \| \| \| \| \| \| \| \| \| \| \| \| |                            |                            |                            |                            |                            |                            |                            |                            |                            |                            |                            |
| E | F                          | M                          | A                          | M                          | J                          | J                          | A                          | S                          | O                          | N                          | D                          |
| 3.5 102 52 | 3.2 106 52                 | 3.9 102 48                 | 4.1 97 41                  | 4.5 91 30                  | 5.1 90 28                  | 4.5 90 25                  | 5 91 30                    | 5.2 97 32                  | 3.4 100 39                 | 3.1 100 43                 | 3.5 102 46                 |
| temperaturas en °F • totales de precipitación en pulgadas |                            |                            |                            |                            |                            |                            |                            |                            |                            |                            |                            |